# アーメド・ハリル
アーメド・ハリル（Ahmed Khalil アラビア語: أحمد خليل，1994年12月21日 - ）は、チュニジア・ケルアン出身のサッカー選手。ポジションはミッドフィールダー。クラブ・アフリカーン所属。

## 経歴
2018 FIFAワールドカップを戦うチュニジア代表の本大会メンバーに選出された。

## 代表歴

### 出場大会
- チュニジア代表
  - 2018 FIFAワールドカップ

### 試合数
- 国際Aマッチ 6試合 0得点（2016年-2019年）[3]

| チュニジア代表 | 国際Aマッチ | 国際Aマッチ |
| 年             | 出場        | 得点        |
| -------------- | ----------- | ----------- |
| 2016           | 2           | 0           |
| 2017           | 0           | 0           |
| 2018           | 3           | 0           |
| 2019           | 1           | 0           |
| 通算           | 6           | 0           |